# أسماك شريطية
أسماك شريطية (الاسم العلمي: Cepolidae)، فصيلة أسماك بحرية من رتبة الفرخيات. تضم حوالي 21 نوعًا. أعطانها في شرق المحيط الأطلسي والمحيط الهادئ الهندي، بما في ذلك البحر الأبيض المتوسط وقبالة سواحل جنوب أستراليا ونيوزيلندا.